# Zbigniew Dworecki
Zbigniew Dworecki (ur. 23 czerwca 1932 w Witkowie, zm. 9 lutego 2021 w Poznaniu) – polski historyk, znawca dziejów międzywojennego Poznania i Wielkopolski.

## Życiorys
Doktoryzował się w 1966  roku (promotor prof. Witold Jakóbczyk) i habilitował w 1976 roku (na podstawie rozprawy Problem  niemiecki  w  świadomości  narodowo-politycznej społeczeństwa polskiego województw zachodnich Rzeczypospolitej 1922-1939) na Uniwersytecie im. Adama Mickiewicza w Poznaniu, od 1978 docent UAM, od 1991 profesor nadzwyczajny, od 1995 profesor zwyczajny. Od 2002 także prof. w Wyższej Szkole Nauk Humanistycznych i Dziennikarstwa w Poznaniu.
Wypromował ponad dwustu magistrów. Jednym z jego uczniów jest dr hab. Olgierd Kiec prof. Uniwersytetu Zielonogórskiego.
W latach 1960–1990 członek PZPR (m.in. I sekretarz POP na Wydziale Historycznym UAM).  
W 2003 wyróżniony statuetką Dobosz Powstania Wielkopolskiego, przyznawaną przez Zarząd Główny Towarzystwa Pamięci Powstania Wielkopolskiego 1918/1919.

## Publikacje książkowe
- Polskie Rady Ludowe w Wielkopolsce 1918-1920 (Poznań 1962).
- Działalność narodowa ludności polskiej w rejencji pilskiej w latach 1920-1932 (Poznań 1969).
- Wybór źródeł do ćwiczeń z historii Polski 1864-1939, cz. I: do roku 1918 (Poznań 1971).
- Wybór źródeł do ćwiczeń z historii Polski 1864-1939, cz. II: lata 1918-1939 (Poznań 1973).
- Michał Drzymała (Poznań 1979, wyd. II, Poznań 1988).
- Józef Wybicki 1747-1822 (Poznań 1980).
- Problem niemiecki w świadomości narodowo-politycznej społeczeństwa polskiego województw zachodnich Rzeczypospolitej w latach 1922-1939 (Poznań 1981).
- Sulechów i okolice. Monografia historyczna, (Poznań 1985 – z doc. Zygmuntem Borasem i doc. Józefem Morzym).
- Poznań i Poznaniacy w latach Drugiej Rzeczypospolitej 1918-1939 (Poznań 1994).
- Urząd wojewody w Poznaniu. Od X wieku do współczesności (Poznań 1997, współautorzy: Dariusz Matelski, Stanisław Nawrocki, Wojciech Radomski), ISBN 83-85811-48-6
- Poznańskie i Piłsudski (Poznań 2008), ISBN 978-83-7177-485-0

## Księga pamiątkowa
Dzieje polityczne – kultura – biografistyka. Studia z historii XIX i XX wieku ofiarowane prof. Zbigniewowi Dworeckiemu. Red. Lech Trzeciakowski i Przemysław Matusik, Poznań 2002.